# Мьерес, Роберто
Роберто Мье́рес (англ. Roberto Mieres; 3 декабря 1924, Мар-дель-Плата — 26 января 2012, Уругвай) — аргентинский пилот автогоночной серии Формула-1. Участвовал в семнадцати Гран-при Чемпионата мира по Формуле-1 (дебютировав 17 июля 1954 года на Гран-при Нидерландов). За время карьеры набрал 13 очков.

## Карьера
В молодости занимался разнообразными видами спорта, такими как гребля, парусный спорт, регби и теннис. Его первое участие в автомобильных гонках было почти случайностью — в 1947 году его друзья, владеющие командой MG Cars, пригласили Мьереса поучаствовать в гонке в Сан-Хусто, по результатам которой Роберто неожиданно занял первое место. Участие в гонках доставило удовольствие Мьересу и он решил заниматься этим и дальше.
Сменив автомобиль на Mercedes SSK, а позже на Bugatti Роберто выиграл этап Аргентинского чемпионата спортивных автомобилей. Выступая на Alfa Romeo в Розарио его заметили Нино Фарина и Альберто Аскари. Они нашли водителя и рекомендовали ему попробовать свои силы в европейском чемпионате. В то время аргентинские власти платили автогонщикам, которые хотели поучаствовать в европейских гонках и благодаря такой поддержке Мьерес смог принять участие во многих гонках выступая за Gordini и Ferrari. Он был шестым в Aix-les-Bains и финишировал четвёртым на Гран-при Дворца Наций в Женеве. Вскоре правительство прекратило финансирование и Мьересу пришлось вернуться в Аргентину.
В 1953 году он съездил в США и один раз поучаствовал в гонке на Бриджхэмптоне за Ягуар. После этого Мьерес едет в Европу уже за собственные деньги, и, благодаря своей дружбе с Харри Шеллом, становится резервным пилотом Gordini, где Шелл выступал вместе с Морисом Трентиньяном, Жаном Бера и Робером Манзоном. В ожидании своего шанса он уехал в Италию, где принял участие в тестах с командой Lancia. Показав время лучшее, чем постоянные гонщики команды, Роберто не смог достичь соглашения с Джанни Лансия в вопросе заработной платы. Он вернулся в Gordini и принял участие в гонке в Бордо. В конце года Мьерес получил предложение выступать за команду Maserati в 1954 году.
В 1954 году Роберто получил тяжелые ожоги во время проведения Гран-при Бельгии когда топливо попало в выхлопную систему что повлекло за собой пожар. После реабилитации он снова смог принимать участие в гонках и в этом же сезоне отметился четвёртым местом на Гран-при Швейцарии и Гран-при Испании.
После завершения гоночной карьеры в конце 1950-х Мьерес вернулся к своим интересам, связанным с парусным спортом, и представлял Аргентину на летних Олимпийских играх 1960 года в Риме (на этих же Играх в парусном спорте выступал ещё один бывший гонщик Формулы-1 принц Бира). Умер в возрасте 87 лет в Уругвае.

## Результаты в Формуле-1
| Легенда к таблице |                                                                    |
| --- | ------------------------------------------------------------------ |
| В таблице перечислены результаты всех Гран-при Формулы-1, в которых принимал участие гонщик. Строками таблицы являются сезоны, столбцами — этапы чемпионата мира. В каждой клетке указаны сокращённое название этапа и результат, дополнительно обозначенный цветом. Расшифровка обозначений и цветов представлена в нижеследующей таблице. |                                                                    |
| \| Пример \| Описание \| \| ------------ \| ------------------------------------------------------------------ \| \| 1 \| Победитель \| \| 2 \| Второе место \| \| 3 \| Третье место \| \| 5 \| Финишировал, заработав очки \| \| Сход \| Не финишировал, но при этом заработал очки \| \| 12 \| Финишировал, не получив очков \| \| НКЛ \| Финишировал, но не попал в финальную классификацию \| \| 15 \| Участвовал вне зачёта, либо по отдельной классификации \| \| 18 \| Не финишировал, но попал в финальную классификацию \| \| Сход \| Не финишировал \| \| НКВ \| Не прошёл квалификацию \| \| НПКВ \| Не прошёл предквалификацию \| \| ДСК \| Дисквалифицирован \| \| ИСК \| Исключён из протокола соревнований \| \| ТТ \| Заявлен для участия только в тренировках \| \| НС \| Участвовал в квалификации, но не стартовал в гонке \| \| Т \| Травмирован или болен \| \| ОТК \| Отказ от участия \| \| НТР \| Прибыл на соревнования, но на трассу не выезжал \| \| НПР \| Был заявлен в числе участников, но не прибыл к началу соревнований \| \| О \| Соревнования отменены \| \| \| Не участвовал \| \| Поул-позиция \| \| \| Быстрый круг \| \| |                                                                    |
| Пример | Описание                                                           |
| 1 | Победитель                                                         |
| 2 | Второе место                                                       |
| 3 | Третье место                                                       |
| 5 | Финишировал, заработав очки                                        |
| Сход | Не финишировал, но при этом заработал очки                         |
| 12 | Финишировал, не получив очков                                      |
| НКЛ | Финишировал, но не попал в финальную классификацию                 |
| 15 | Участвовал вне зачёта, либо по отдельной классификации             |
| 18 | Не финишировал, но попал в финальную классификацию                 |
| Сход | Не финишировал                                                     |
| НКВ | Не прошёл квалификацию                                             |
| НПКВ | Не прошёл предквалификацию                                         |
| ДСК | Дисквалифицирован                                                  |
| ИСК | Исключён из протокола соревнований                                 |
| ТТ | Заявлен для участия только в тренировках                           |
| НС | Участвовал в квалификации, но не стартовал в гонке                 |
| Т | Травмирован или болен                                              |
| ОТК | Отказ от участия                                                   |
| НТР | Прибыл на соревнования, но на трассу не выезжал                    |
| НПР | Был заявлен в числе участников, но не прибыл к началу соревнований |
| О | Соревнования отменены                                              |
| | Не участвовал                                                      |
| Поул-позиция |                                                                    |
| Быстрый круг |                                                                    |

| Сезон | Команда                   | Шасси           | Двигатель            | Ш | 1        | 2        | 3        | 4        | 5        | 6        | 7     | 8        | 9     | Место | Очки |
| ----- | ------------------------- | --------------- | -------------------- | - | -------- | -------- | -------- | -------- | -------- | -------- | ----- | -------- | ----- | ----- | ---- |
| 1953  | Équipe Gordini            | Gordini Type 16 | Gordini 2,0 L6       | Е | АРГ      | 500      | НИД Сход | БЕЛ      | ФРА Сход | ВЕЛ      | ГЕР   | ШВА      | ИТА 6 | —     | 0    |
| 1954  | Roberto Mieres            | Maserati A6GCM  | Maserati 250F 2,5 L6 | P | АРГ Сход | 500      | БЕЛ Сход | ФРА Сход | ВЕЛ 6    |          |       |          |       | 11    | 6    |
| 1954  | Roberto Mieres            | Maserati 250F   | Maserati 250F 2,5 L6 | P |          |          |          |          |          | ГЕР Сход |       |          |       | 11    | 6    |
| 1954  | Officine Alfieri Maserati | Maserati 250F   | Maserati 250F 2,5 L6 | P |          |          |          |          |          |          | ШВА 4 | ИТА Сход | ИСП 4 | 11    | 6    |
| 1955  | Officine Alfieri Maserati | Maserati 250F   | Maserati 250F 2,5 L6 | P | АРГ 5    | МОН Сход | 500      | БЕЛ 5    | НИД 4    | ВЕЛ Сход | ИТА 7 |          |       | 8     | 7    |